# Symphora miyakei
Symphora miyakei is een keversoort uit de familie zwamspartelkevers (Melandryidae). De wetenschappelijke naam van de soort werd in 1960 gepubliceerd door Nomura & Hayashi in Hayashi.